# Robert Vrečer
Robert Vrečer, né le 8 octobre 1980 à Celje, est un coureur cycliste slovène.

## Biographie
Robert Vrečer est un grimpeur, à l'aise dans l'effort solitaire comme le montre son titre national.
En 2012, il remporte sept victoires dont le championnat de Slovénie du contre-la-montre, mais surtout se détache cette saison-là, ses podiums au GP Nobili et au Tour d'Autriche. En 2013, l'équipe World Tour Euskaltel Euskadi se renforce avec l'arrivée de coureurs "non basques" dont Robert Vrečer. Avec les "Orange", il participe au Tour d'Italie et remporte le classement de la montagne du Tour de Suisse. À l'exception de cette année passée chez les Basques, Vrečer a toujours couru dans des équipes continentales. En mai 2014, l’Agence slovène antidopage annonce qu'il est suspendu vingt mois à la suite d'un contrôle positif au clomiphène lors du précédent Tour de Pologne. Avant cette suspension, Robert Vrečer avait signé pour la saison avec la formation autrichienne Vorarlberg, sans toutefois disputer la moindre course.

## Palmarès sur route

### Par années
- 2008
  - Cronoscalata Gardone Val Trompia-Prati di Caregno
  - Giro del Medio Brenta
  - Ljubljana-Zagreb
  - Tour of Vojvodina I
  - Trofeo Gianfranco Bianchin
  - 2e du Tour du Frioul-Vénétie julienne
  - 2e du Giro delle Valli Aretine
- 2009
  - Ljubljana-Zagreb
  - 2e du Grand Prix Kranj
- 2010
  - Istrian Spring Trophy :
    - Classement général
    - Prologue et 2e étape

  - Tour de Slovaquie :
    - Classement général
    - 4e et 5e (contre-la-montre) étapes

  - Trofeo Gianfranco Bianchin
- 2011
  - Istrian Spring Trophy :
    - Classement général
    - Prologue et 2e étape

  - Szlakiem Grodów Piastowskich :
    - Classement général
    - 2e étape

  - Prologue du Tour de Slovénie
  - 2e du championnat de Slovénie du contre-la-montre
  - 3e du Tour de Slovénie
- 2012
  -  Champion de Slovénie du contre-la-montre
  - 3e étape du Tour du Loir-et-Cher
  - Tour de Grèce :
    - Classement général
    - 1re étape

  - Tour de Haute-Autriche :
    - Classement général
    - 1re étape

  - 1re étape du Tour du Gévaudan Languedoc-Roussillon
  - 2e du GP Nobili Rubinetterie Coppa Citta di Stresa
  - 2e du Tour du Gévaudan Languedoc-Roussillon
  - 3e du Tour d'Autriche
  - 3e du Duo normand (avec Andreas Hofer)

### Résultats sur les grands tours

#### Tour d'Italie
1 participation
- 2013 : 92e

### Classements mondiaux
| Année           | 2006  | 2007 | 2008 | 2009 | 2010 | 2011 | 2012 |
| --------------- | ----- | ---- | ---- | ---- | ---- | ---- | ---- |
| UCI Europe Tour | 1248e | 420e | 17e  | 141e | 63e  | 20e  | 16e  |

## Palmarès en VTT
- 2004
  -  Champion de Slovénie de cross-country